# Collegio elettorale di Rovigo (Camera dei deputati)
Il collegio di Rovigo fu un collegio elettorale uninominale della Repubblica Italiana per l'elezione della Camera dei deputati. Apparteneva alla circoscrizione Veneto 1 e fu utilizzato per eleggere un deputato nella XII, XIII e XIV legislatura.
Venne istituito nel 1993 con la cosiddetta Legge Mattarella (Legge n. 277, Nuove norme per l'elezione della Camera dei deputati), attuata in seguito al referendum abrogativo del 1993. La legge istituì per la Camera dei deputati e per il Senato della Repubblica un sistema di elezione misto, in parte maggioritario e in parte proporzionale. Il 75% dei parlamentari dell'assemblea veniva eletto in collegi uninominali tramite sistema maggioritario a turno unico; il restante 25% alla Camera veniva eletto tramite sistema proporzionale con liste bloccate.
Il collegio venne abolito insieme a tutti gli altri che costituivano la Camera con la promulgazione della legge elettorale successiva, la cosiddetta Legge Calderoli. Questa prevedeva un sistema proporzionale con premio di maggioranza, che alla Camera veniva attribuito a livello nazionale.

## Territorio
Il collegio di Rovigo era uno dei 37 collegi uninominali in cui era suddiviso il Veneto e, come previsto dal D.Lgs. del 20 dicembre 1993 n. 536, era interamente compreso nella provincia di Rovigo e comprendeva i seguenti comuni: Badia Polesine, Bagnolo di Po, Calto, Canda, Castelguglielmo, Ceneselli, Costa di Rovigo, Ficarolo, Fiesso Umbertiano, Fratta Polesine, Gaiba, Giacciano con Baruchella, Lendinara, Lusia, Pincara, Rovigo, Salara, San Bellino, Stienta, Trecenta e Villanova del Ghebbo.

## Eletti
| Elezione | Elezione | Deputato         | Partito                 |
| -------- | -------- | ---------------- | ----------------------- |
|          | 1994     | Vanni Tonizzo    | Polo delle Libertà (LN) |
|          | 1996     | Gabriele Frigato | L'Ulivo (PPI)           |
|          | 2001     | Luca Bellotti    | Casa delle Libertà (AN) |

## Dati elettorali

### XII legislatura

#### Risultati proporzionale
| Coalizioni        | Coalizioni                          | Liste                               | Liste                               | Voti   | %     |
| ----------------- | ----------------------------------- | ----------------------------------- | ----------------------------------- | ------ | ----- |
|                   | Progressisti                        |                                     | Partito Democratico della Sinistra  | 15.940 | 18,75 |
|                   | Progressisti                        | Rifondazione Comunista              | 6.153                               | 7,24   |       |
|                   | Progressisti                        | Federazione dei Verdi               | 2.685                               | 3,16   |       |
|                   | Progressisti                        | Partito Socialista Italiano         | 2.036                               | 2,40   |       |
|                   | Progressisti                        | Alleanza Democratica                | 1.175                               | 1,38   |       |
| Totale coalizione | Totale coalizione                   | 27.989                              | 32,93                               |        |       |
|                   | Polo delle Libertà                  |                                     | Forza Italia                        | 18.589 | 21,87 |
|                   | Polo delle Libertà                  | Lega Nord                           | 9.339                               | 10,99  |       |
| Totale coalizione | Totale coalizione                   | 27.928                              | 32,86                               |        |       |
|                   | Patto per l'Italia                  |                                     | Partito Popolare Italiano           | 11.553 | 13,59 |
|                   | Patto per l'Italia                  | Patto Segni                         | 6.977                               | 8,21   |       |
| Totale coalizione | Totale coalizione                   | 18.530                              | 21,80                               |        |       |
|                   | Alleanza Nazionale                  | Alleanza Nazionale                  | Alleanza Nazionale                  | 8.517  | 10,02 |
|                   | Lega Autonomia Veneta               | Lega Autonomia Veneta               | Lega Autonomia Veneta               | 1.397  | 1,64  |
|                   | Partito della Legge Naturale        | Partito della Legge Naturale        | Partito della Legge Naturale        | 348    | 0,41  |
|                   | Iniziativa dei Popolari Democratici | Iniziativa dei Popolari Democratici | Iniziativa dei Popolari Democratici | 284    | 0,33  |
| Totale            | Totale                              | Totale                              | Totale                              | 84.993 |       |

#### Risultati uninominale
|                               | Vanni Tonizzo ✔️ Eletto | Polo delle Libertà (FI - LN - CCD - UDC) | 32 385 | 39,16 |  |  |  |  |  |
|                               | Alberto Menon           | Progressisti                             | 24 540 | 29,67 |  |  |  |  |  |
|                               | Vincenzo Milan          | Patto per l'Italia                       | 15 994 | 19,34 |  |  |  |  |  |
|                               | Luca Bellotti           | Alleanza Nazionale                       | 9 782  | 11,83 |  |  |  |  |  |
| Totale                        | Totale                  | Totale                                   | 82 701 | 100   |  |  |  |  |  |
|                               |                         |                                          |        |       |  |  |  |  |  |
| Fonte: Ministero dell'interno |                         |                                          |        |       |  |  |  |  |  |

### XIII legislatura

#### Risultati proporzionale
| Coalizioni        | Coalizioni                         | Liste                                     | Liste                              | Voti   | %     |
| ----------------- | ---------------------------------- | ----------------------------------------- | ---------------------------------- | ------ | ----- |
|                   | Polo per le Libertà                |                                           | Forza Italia                       | 13.762 | 16,85 |
|                   | Polo per le Libertà                | Alleanza Nazionale                        | 12.385                             | 15,17  |       |
|                   | Polo per le Libertà                | CCD-CDU                                   | 5.054                              | 6,19   |       |
| Totale coalizione | Totale coalizione                  | 31.201                                    | 38,21                              |        |       |
|                   | L'Ulivo                            |                                           | Partito Democratico della Sinistra | 15.637 | 19,15 |
|                   | L'Ulivo                            | Popolari per Prodi (PPI-SVP-PRI-UD-Prodi) | 7.569                              | 9,27   |       |
|                   | L'Ulivo                            | Rinnovamento Italiano                     | 4.260                              | 5,22   |       |
|                   | L'Ulivo                            | Federazione dei Verdi                     | 1.597                              | 1,96   |       |
| Totale coalizione | Totale coalizione                  | 29.063                                    | 35,60                              |        |       |
|                   | Lega Nord                          | Lega Nord                                 | Lega Nord                          | 11.035 | 13,51 |
|                   | Progressisti                       |                                           | Rifondazione Comunista             | 6.429  | 7,87  |
|                   | Unione Nord Est                    | Unione Nord Est                           | Unione Nord Est                    | 1.430  | 1,75  |
|                   | Lista Pannella - Sgarbi            | Lista Pannella - Sgarbi                   | Lista Pannella - Sgarbi            | 1.330  | 1,63  |
|                   | Mani Pulite                        | Mani Pulite                               | Mani Pulite                        | 717    | 0,88  |
|                   | Movimento Sociale Fiamma Tricolore | Movimento Sociale Fiamma Tricolore        | Movimento Sociale Fiamma Tricolore | 460    | 0,56  |
| Totale            | Totale                             | Totale                                    | Totale                             | 81.665 |       |

#### Risultati uninominale
|                               | Gabriele Frigato ✔️ Eletto | L'Ulivo - Lega Autonomia Veneta | 33 815 | 42,19 |  |  |  |  |  |
|                               | Luca Bellotti              | Polo per le Libertà             | 29 717 | 37,07 |  |  |  |  |  |
|                               | Rossella Rigoni            | Lega Nord                       | 14 191 | 17,70 |  |  |  |  |  |
|                               | Bruno Candita              | Mani Pulite                     | 2 435  | 3,04  |  |  |  |  |  |
| Totale                        | Totale                     | Totale                          | 80 158 | 100   |  |  |  |  |  |
|                               |                            |                                 |        |       |  |  |  |  |  |
| Fonte: Ministero dell'interno |                            |                                 |        |       |  |  |  |  |  |

### XIV legislatura

#### Risultati proporzionale
| Coalizioni        | Coalizioni              | Liste                                 | Liste                   | Voti   | %     |
| ----------------- | ----------------------- | ------------------------------------- | ----------------------- | ------ | ----- |
|                   | Casa delle Libertà      |                                       | Forza Italia            | 23.812 | 30,87 |
|                   | Casa delle Libertà      | Alleanza Nazionale                    | 8.152                   | 10,57  |       |
|                   | Casa delle Libertà      | Lega Nord                             | 3.285                   | 4,26   |       |
|                   | Casa delle Libertà      | CCD-CDU                               | 3.011                   | 3,90   |       |
|                   | Casa delle Libertà      | Nuovo PSI                             | 1.484                   | 1,92   |       |
| Totale coalizione | Totale coalizione       | 39.744                                | 51,52                   |        |       |
|                   | L'Ulivo                 |                                       | Democratici di Sinistra | 13.879 | 17,99 |
|                   | L'Ulivo                 | La Margherita (Dem - PPI - RI- UDEUR) | 9.151                   | 11,86  |       |
|                   | L'Ulivo                 | Il Girasole (FdV - SDI)               | 2.070                   | 2,68   |       |
|                   | L'Ulivo                 | Comunisti Italiani                    | 1.326                   | 1,72   |       |
| Totale coalizione | Totale coalizione       | 26.426                                | 34,25                   |        |       |
|                   | Rifondazione Comunista  | Rifondazione Comunista                | Rifondazione Comunista  | 4.144  | 5,37  |
|                   | Lista Di Pietro         | Lista Di Pietro                       | Lista Di Pietro         | 2.431  | 3,15  |
|                   | Lista Pannella - Bonino | Lista Pannella - Bonino               | Lista Pannella - Bonino | 1.885  | 2,44  |
|                   | Democrazia Europea      | Democrazia Europea                    | Democrazia Europea      | 1.711  | 2,22  |
|                   | Liga Fronte Veneto      | Liga Fronte Veneto                    | Liga Fronte Veneto      | 516    | 0,67  |
|                   | Forza Nuova             | Forza Nuova                           | Forza Nuova             | 212    | 0,27  |
|                   | Abolizione scorporo     | Abolizione scorporo                   | Abolizione scorporo     | 63     | 0,08  |
| Totale            | Totale                  | Totale                                | Totale                  | 77.132 |       |

#### Risultati uninominale
|                               | Luca Bellotti ✔️ Eletto      | Casa delle Libertà | 34 921 | 45,44 |  |  |  |  |  |
|                               | Gabriele Frigato             | L'Ulivo            | 32 631 | 42,46 |  |  |  |  |  |
|                               | Nabeel Bassal                | Democrazia Europea | 3 746  | 4,87  |  |  |  |  |  |
|                               | Filippo Manganelli Di Rienzo | Lista Di Pietro    | 2 918  | 3,80  |  |  |  |  |  |
|                               | Livio Simonetta              | Lista Emma Bonino  | 2 633  | 3,43  |  |  |  |  |  |
| Totale                        | Totale                       | Totale             | 76 849 | 100   |  |  |  |  |  |
|                               |                              |                    |        |       |  |  |  |  |  |
| Fonte: Ministero dell'interno |                              |                    |        |       |  |  |  |  |  |